# George Glamack
George Gregory Glamack (Johnstown, 7 giugno 1918 – Rochester, 10 marzo 1987) è stato un cestista e allenatore di pallacanestro statunitense, professionista nella NBL, nella ABL, nella BAA e nella NPBL.

## Palmarès
- Campione NBL (1946)
- NBL Rookie of the Year (1942)
- All-NBL Second Team (1942)